# 北島 (波多黎各)
18°20′N 65°15′W / 18.333°N 65.250°W

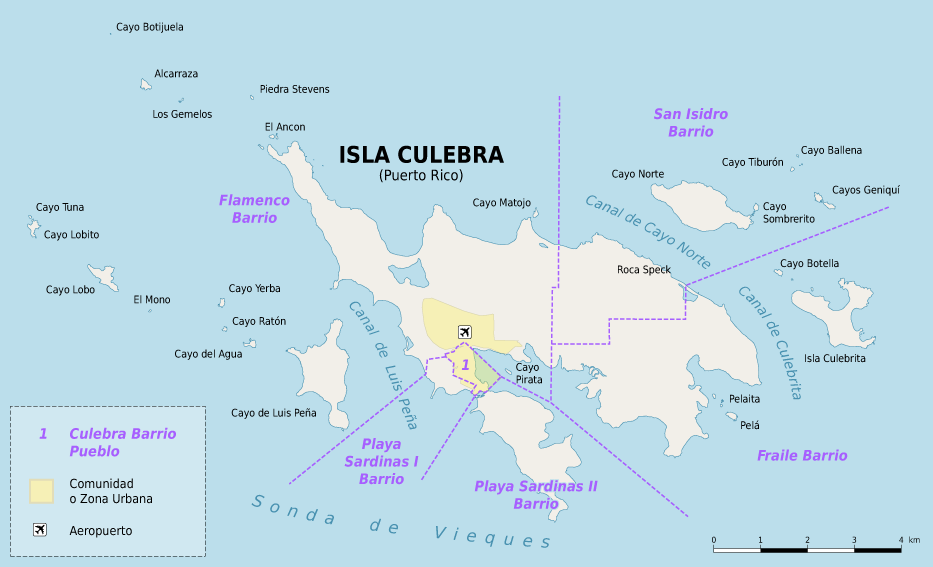

北島是波多黎各的島嶼，位於庫萊布拉島東北1公里加勒比海，面積1.2平方公里，最高點海拔高度103.6米，該島是船隻從大西洋前往加勒比海第一座需要向右轉舵的島嶼，島上無人居住。